# Diocesi di Willemstad

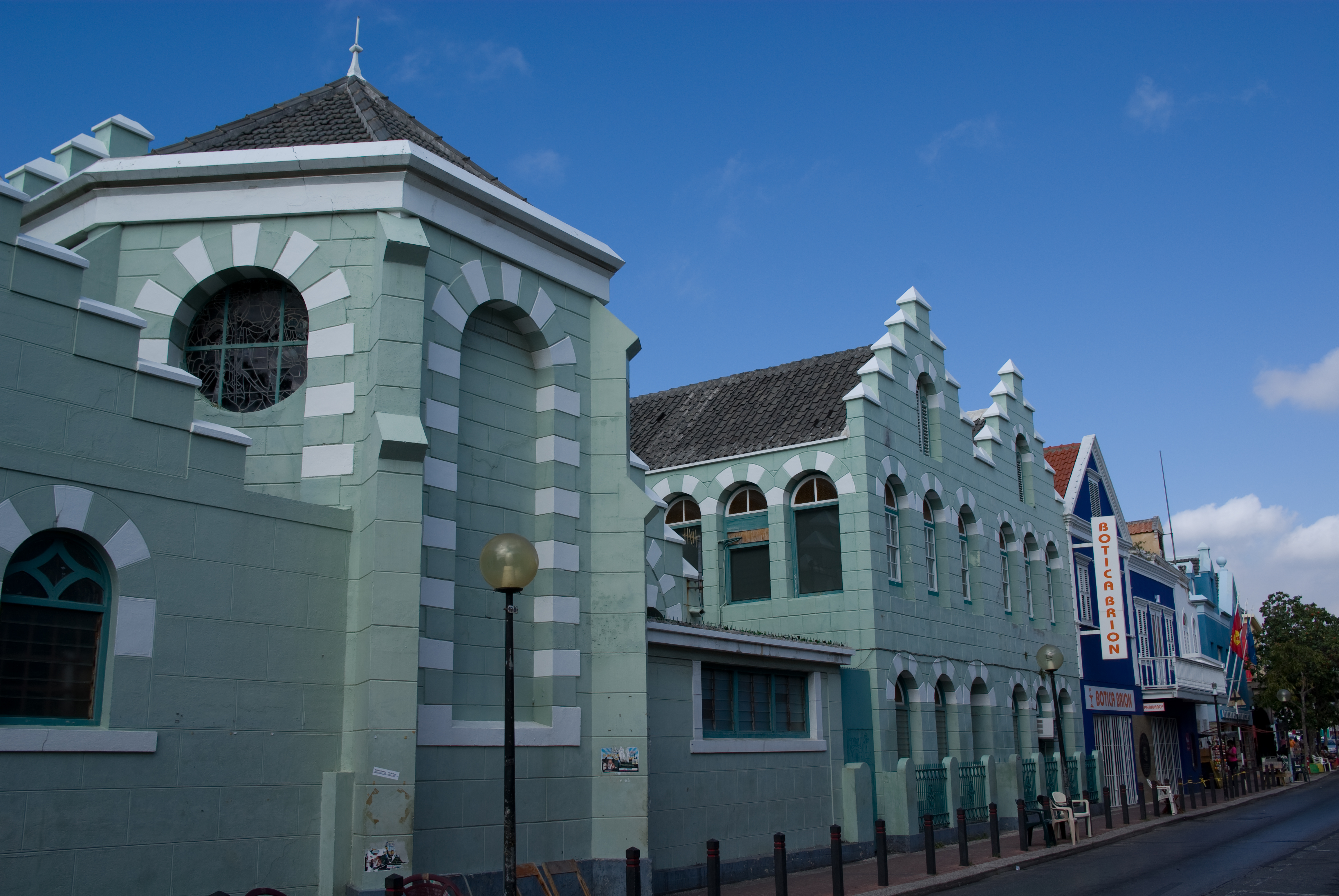
La basilica concattedrale di Sant'Anna a Willemstad

La diocesi di Willemstad (in latino Dioecesis Gulielmopolitana) è una sede della Chiesa cattolica nei Paesi Bassi suffraganea dell'arcidiocesi di Porto di Spagna. Nel 2022 contava 247.320 battezzati su 342.900 abitanti. La sede è vacante.

## Territorio
La diocesi comprende l'intero territorio dei Caraibi olandesi, sia le nazioni di Curaçao, Sint Maarten e Aruba, sia le municipalità speciali dei Paesi Bassi di Bonaire, Saint Eustatius e Saba.
Sede vescovile è la città di Willemstad, capitale di Curaçao, dove si trovano la cattedrale di Nostra Signora del Rosario e la basilica concattedrale di Sant'Anna.
Il territorio si estende su 993 km² ed è suddiviso in 38 parrocchie.

## Storia
La prefettura apostolica di Curaçao fu eretta nel 1752, ricavandone il territorio dall'arcidiocesi di Caracas, anche se di fatto il territorio era amministrato dalla diocesi di San Juan (oggi arcidiocesi).
Il 20 settembre 1842 la prefettura apostolica fu elevata a vicariato apostolico con il breve Apostolici ministerii di papa Gregorio XVI.
Il 28 aprile 1958 il vicariato apostolico è stato elevato a diocesi e ha assunto il nome attuale.
Originariamente immediatamente soggetta alla Santa Sede, il 29 luglio 1968 è divenuta suffraganea dell'arcidiocesi di Porto di Spagna in forza della bolla Si quis mente di papa Paolo VI.
Il 19 marzo 1975 per effetto del decreto Excellentissimus della Congregazione per l'evangelizzazione dei popoli la basilica di Sant'Anna è stata elevata al rango di concattedrale.

## Cronotassi dei vescovi
Si omettono i periodi di sede vacante non superiori ai 2 anni o non storicamente accertati.
- Martinus Johannes Niewindt † (1823 - 12 gennaio 1860 deceduto)
- Johannes Fredericus Antonius Kistemaker † (12 gennaio 1860 succeduto - 25 maggio 1869 dimesso)
- Petrus Hendricus Josephus van Ewyk, O.P. † (5 giugno 1869 - 17 maggio 1886 deceduto)
- Ceslaus Hendricus Jacobus Reijnen, O.P. † (24 agosto 1886 - 10 maggio 1887 deceduto)
- Alphonsus M. Henricus Joosten, O.P. † (4 ottobre 1887 - 18 dicembre 1896 deceduto)
- Ambrosius Jacobus Johannes van Baars, O.P. † (15 febbraio 1897 - 25 marzo 1910 deceduto)
- Michel Antoine Marie Vuylsteke, O.P. † (10 giugno 1910 - 4 agosto 1930 deceduto)
- Petrus Innocentius Johannes Humbertus Verriet, O.P. † (13 novembre 1931 - 10 marzo 1948 deceduto)
- Antonio Ludovico van der Veen Zeppenfeldt, O.P. † (11 novembre 1948 - 9 dicembre 1956 dimesso)
- Joannes Maria Michael Holterman, O.P. † (9 dicembre 1956 - 7 agosto 1973 dimesso)
- Wilhelm Michel Ellis † (7 agosto 1973 - 11 ottobre 2001 ritirato)
- Luigi Antonio Secco, S.D.B. (11 ottobre 2001 succeduto - 7 gennaio 2025 ritirato)
  - Charles Jason Gordon[1], dal 7 gennaio 2025 (amministratore apostolico)

## Statistiche
La diocesi nel 2022 su una popolazione di 342.900 persone contava 247.320 battezzati, corrispondenti al 72,1% del totale.
| anno | popolazione | popolazione | popolazione | presbiteri | presbiteri | presbiteri | presbiteri                | diaconi | religiosi | religiosi | parrocchie |
| anno | battezzati  | totale      | %           | numero     | secolari   | regolari   | battezzati per presbitero | diaconi | uomini    | donne     | parrocchie |
| ---- | ----------- | ----------- | ----------- | ---------- | ---------- | ---------- | ------------------------- | ------- | --------- | --------- | ---------- |
| 1948 | 107.694     | 147.000     | 73,3        | 57         | 3          | 54         | 1.889                     |         | 129       | 319       | 24         |
| 1966 | 30.000      | 160.000     | 18,8        | 71         | 3          | 68         | 422                       |         | 130       | 370       | 35         |
| 1970 | ?           | 220.000     | ?           | ?          | 62         | 62         | ?                         |         | 170       | 298       | 30         |
| 1976 | 200.000     | 235.000     | 85,1        | 61         | 9          | 52         | 3.278                     |         | 122       | 214       | 37         |
| 1980 | 215.000     | 260.000     | 82,7        | 58         | 10         | 48         | 3.706                     |         | 105       | 175       | 46         |
| 1990 | 220.000     | 265.000     | 83,0        | 55         | 18         | 37         | 4.000                     |         | 64        | 97        | 36         |
| 1999 | 255.140     | 313.442     | 81,4        | 40         | 28         | 12         | 6.378                     | 1       | 25        | 61        | 38         |
| 2000 | 235.526     | 297.508     | 79,2        | 56         | 35         | 21         | 4.205                     |         | 29        | 62        | 36         |
| 2001 | 224.809     | 287.845     | 78,1        | 36         | 18         | 18         | 6.244                     | 1       | 27        | 44        | 36         |
| 2008 | 217.851     | 295.264     | 73,8        | 38         | 21         | 17         | 5.732                     |         | 24        | 49        | 37         |
| 2014 | 221.600     | 300.402     | 73,8        | 47         | 26         | 21         | 4.714                     |         | 27        | 40        | 36         |
| 2017 | 225.000     | 306.200     | 73,5        | 52         | 42         | 10         | 4.326                     |         | 16        | 40        | 31         |
| 2020 | 246.781     | 341.343     | 72,3        | 50         | 44         | 6          | 4.935                     |         | 7         | 38        | 37         |
| 2022 | 247.320     | 342.900     | 72,1        | 52         | 46         | 6          | 4.756                     | 8       | 7         | 28        | 38         |